# Tôn giáo phương Đông

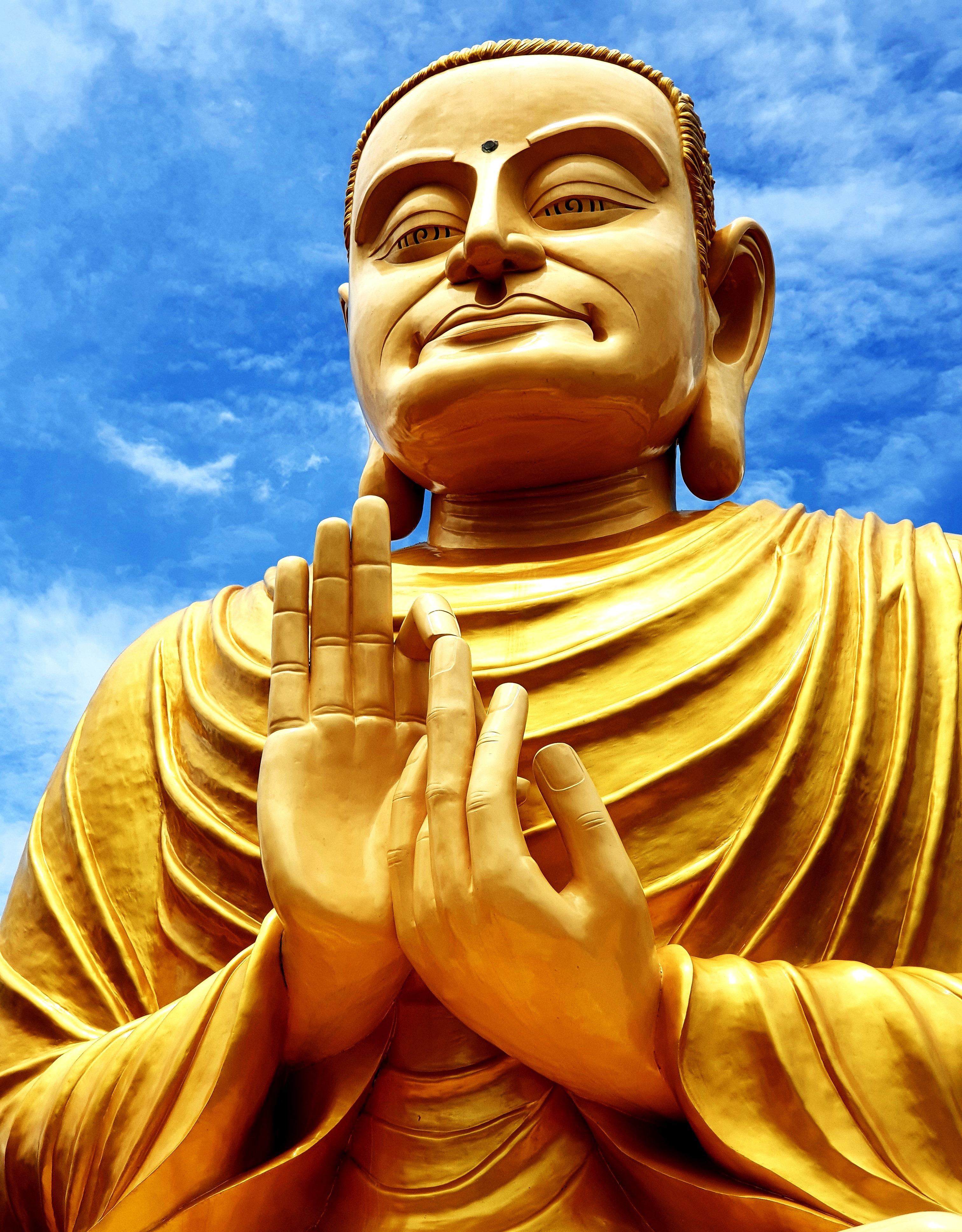
Phật giáo là tôn giáo châu Á lâu đời và đậm chất minh triết phương Đông

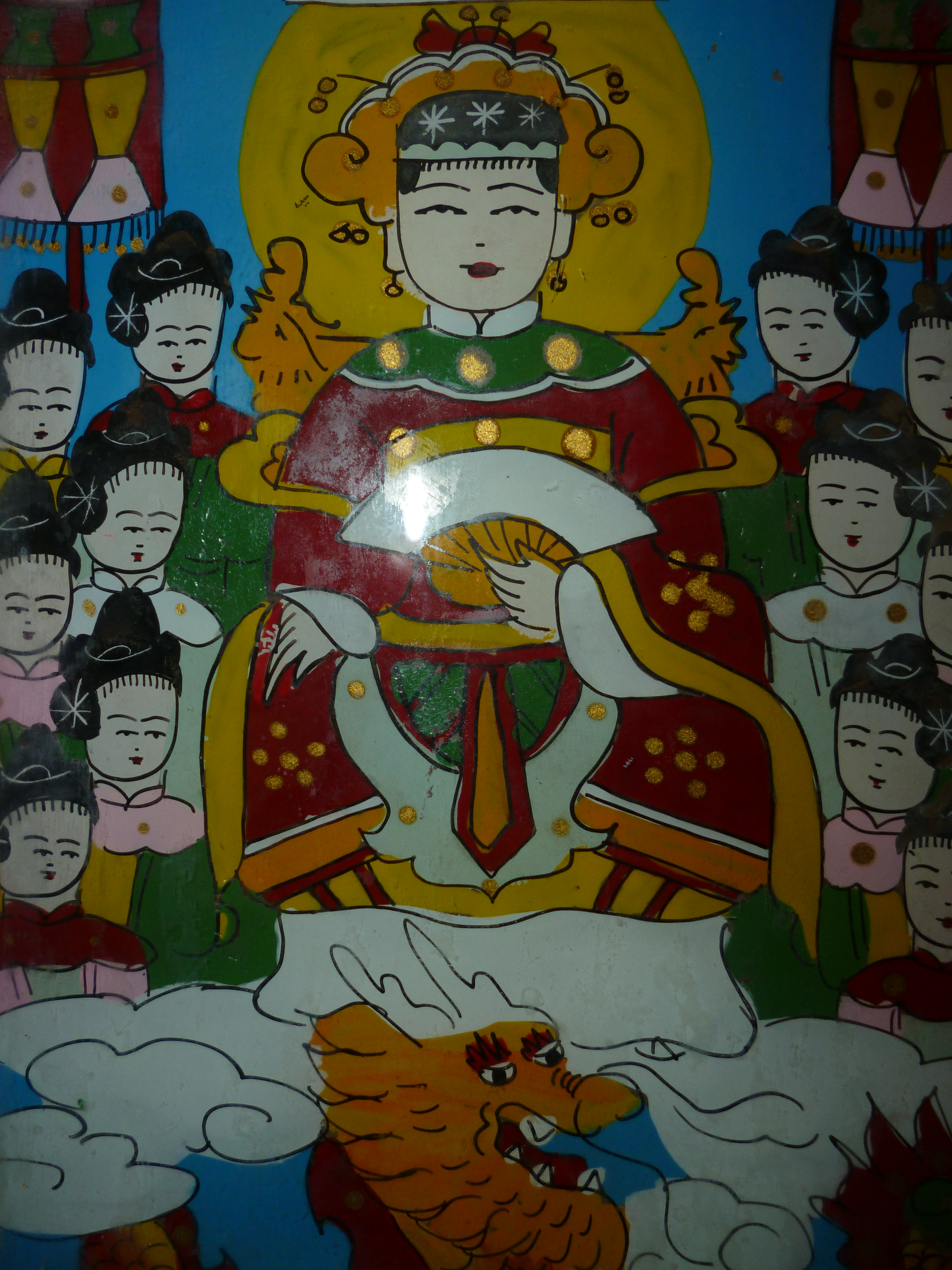
Tín ngưỡng thờ Mẫu là nét đặc trưng trong tín ngưỡng bản địa ở miền Đông Nam Á

Tôn giáo phương Đông (Eastern religions) là những truyền thống tín ngưỡng tôn giáo bắt nguồn từ châu Á như Đông Á, Nam Á và Đông Nam Á và do đó có những điểm khác biệt với các tôn giáo phương Tây, tín ngưỡng châu Phi và tôn giáo Iran. Tôn giáo phương Đông bao gồm hệ thống các tôn giáo tín ngưỡng Á Đông (East Asian religions) như Nho giáo, Đạo giáo, tín ngưỡng dân gian Trung Quốc, Thần đạo của Nhật Bản và Đạo giáo Hàn Quốc; các tôn giáo Ấn Độ như Ấn Độ giáo, Phật giáo, Kỳ na giáo (đạo Jain) và đạo Sikh cùng các tôn giáo Đông Nam Á như tín ngưỡng dân gian Việt Nam cũng như các tín ngưỡng bản địa theo thuyết vật linh. Sự phân biệt tôn giáo Đông-Tây này, cũng như sự phân biệt văn hóa Đông-Tây, và những hệ lụy phát sinh từ nó, là có phạm vi rộng và không chính xác. Hơn nữa, sự khác biệt về địa lý ít có ý nghĩa hơn trong bối cảnh chuyển văn hóa toàn cầu hiện nay. Trong khi nhiều nhà quan sát phương Tây cố gắng phân biệt giữa triết học phương Đông và tôn giáo phương Đông nhưng đây là sự phân biệt không tồn tại trong một số truyền thống phương Đông vì yếu tố này hòa quyện với nhau.